# Åmingen
Åmingen är en sjö i Sundsvalls kommun i Medelpad och ingår i Ljungans huvudavrinningsområde. Sjön har en area på 1,4 kvadratkilometer och ligger 177 meter över havet. Sjön avvattnas av vattendraget Tälgslättån (Malungsån).

## Delavrinningsområde
Åmingen ingår i det delavrinningsområde (690128-155658) som SMHI kallar för Utloppet av Åmingen. Medelhöjden är 227 meter över havet och ytan är 12,77 kvadratkilometer. Räknas de 5 avrinningsområdena uppströms in blir den ackumulerade arean 77,28 kvadratkilometer. Tälgslättån (Malungsån) som avvattnar avrinningsområdet har biflödesordning 2, vilket innebär att vattnet flödar genom totalt 2 vattendrag innan det når havet efter 51 kilometer. Avrinningsområdet består mestadels av skog (75 procent). Avrinningsområdet har 1,39 kvadratkilometer vattenytor vilket ger det en sjöprocent på 10,9 procent.